# Kanunnikenhuis van Petrarca

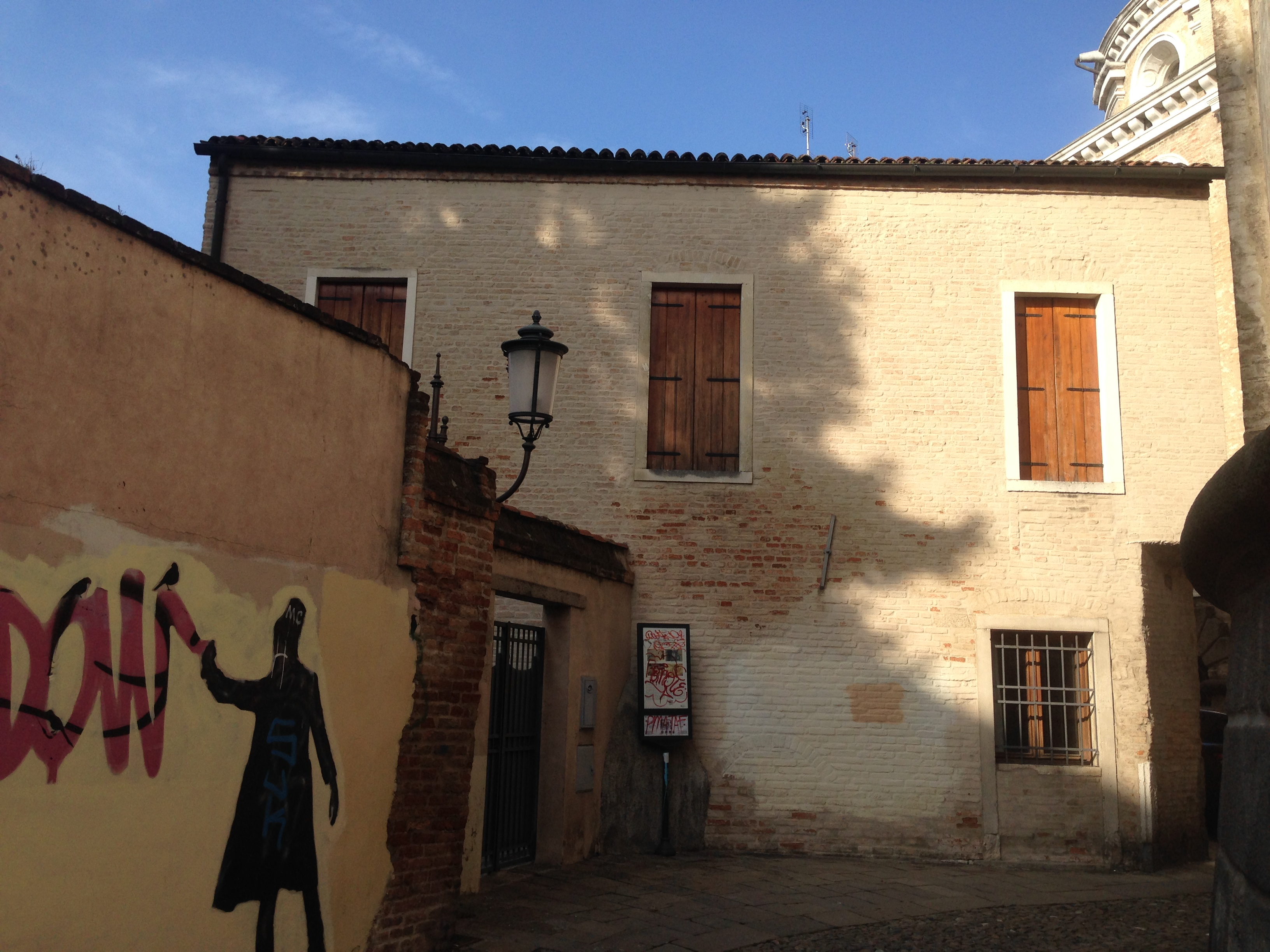
Voormalig kanunnikenhuis naast de kathedraal van Padua, Italië

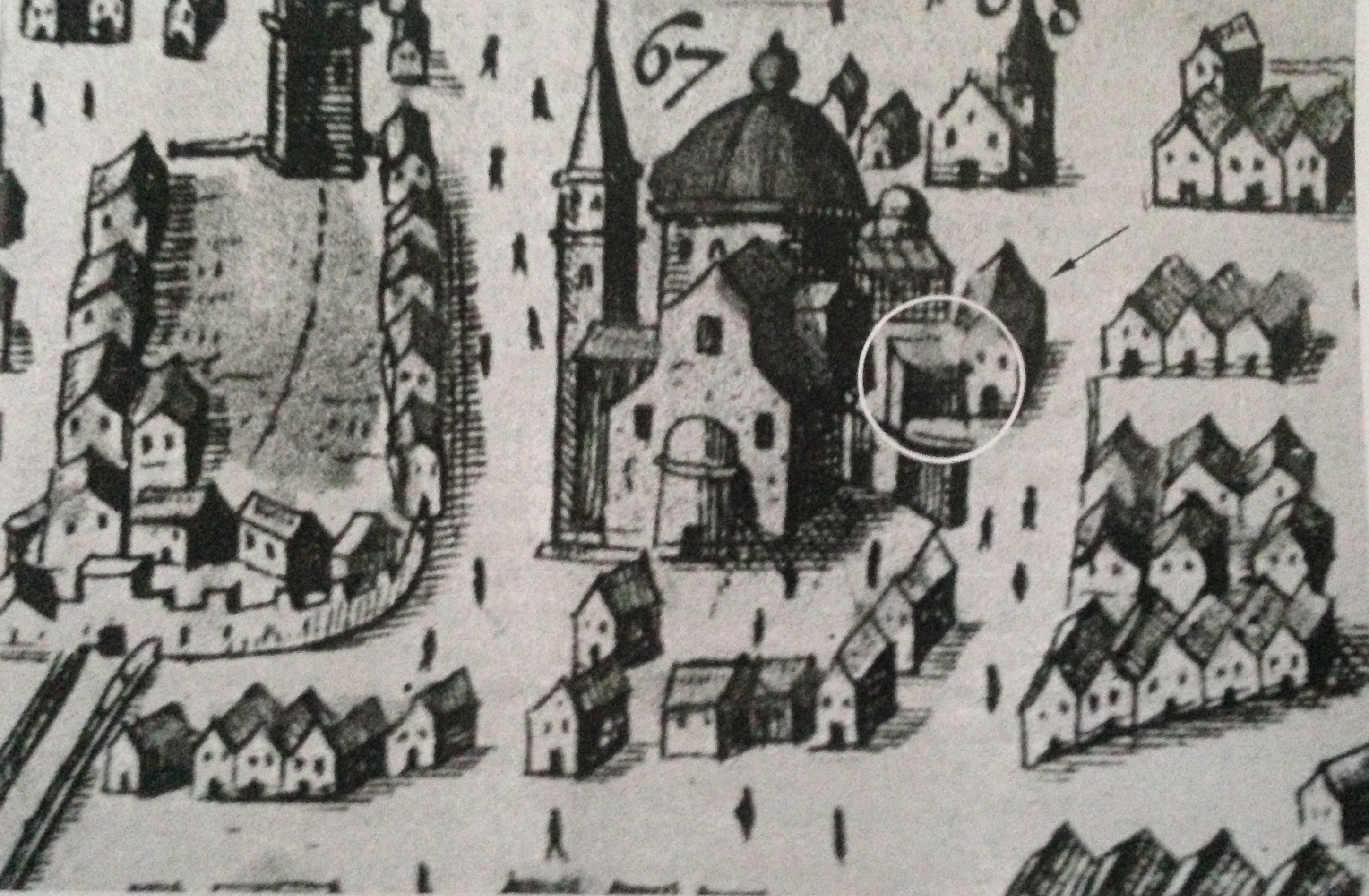
Kanunnikenhuis (pijltje) naast toenmalige kathedraal

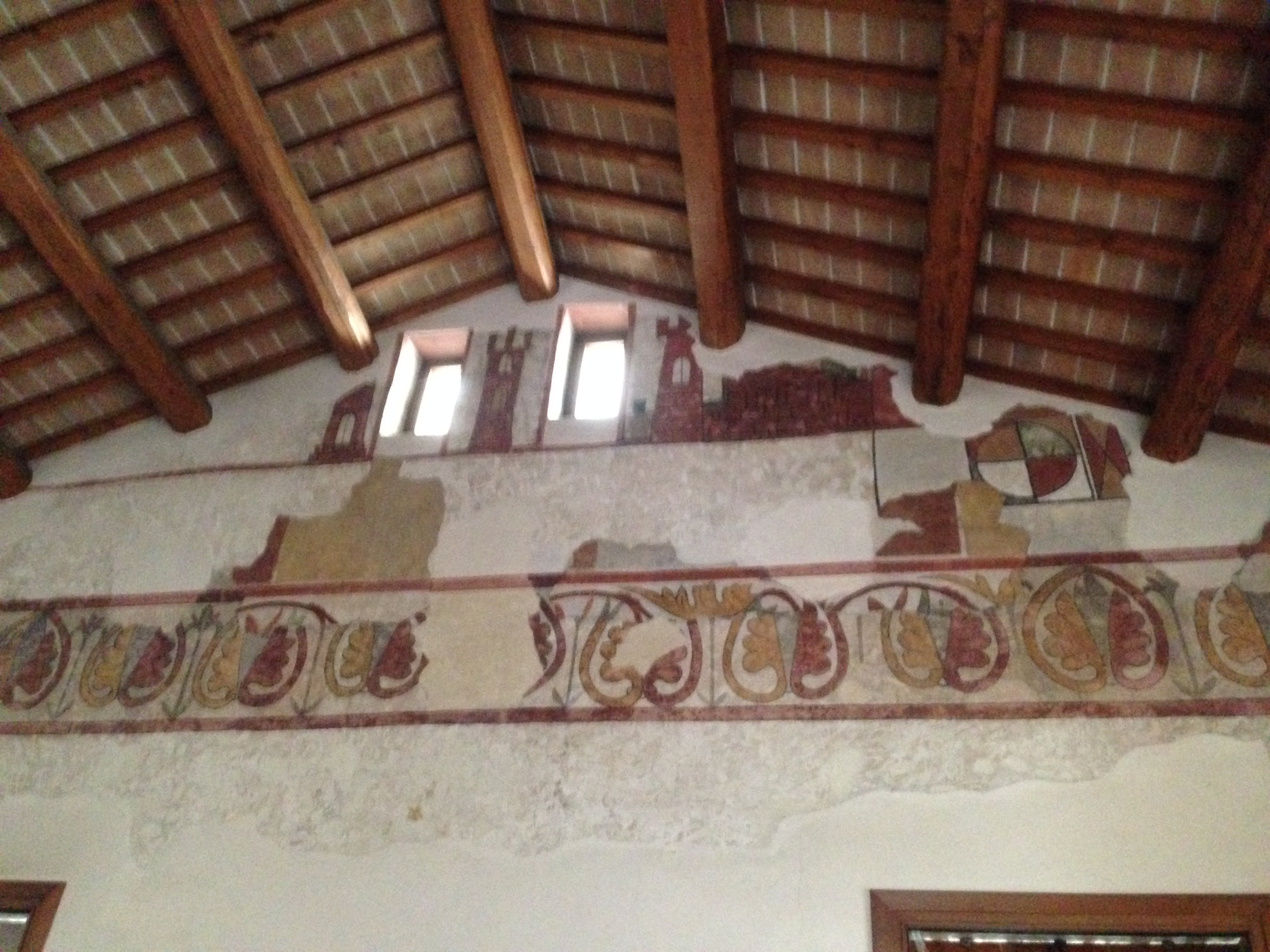
Ontvangstzaal van het kanunnikenhuis

Het Kanunnikenhuis van Petrarca staat in Padua, een Noord-Italiaanse stad in de regio Veneto. De 14e-eeuwse dichter Petrarca was officieel aangesteld als kanunnik van het kapittel van de kathedraal. Het regerende Huis Carrara van de stadstaat Padua deed er alles aan om Petrarca aan hun hof te krijgen. Alhoewel Petrarca weinig in het huis verbleef, is het in latere eeuwen steeds met zijn naam verbonden gebleven.

## Historiek
Het in oorsprong 12e-eeuwse huis staat tegen de kathedraal-basiliek van Padua die pas in de 16e eeuw haar huidige vorm kreeg. Voor de bouw van de huidige of nuova cattedrale moesten wel een portiek en een vleugel van het kanunnikenhuis wijken. De residentie van de bisschop van Padua palmde nadien het kanunnikenhuis in als onderdeel van de salons. 
Sinds de 20e eeuw is het een bisschoppelijk museum.

## Petrarca in het kanunnikenhuis
Jacopo II van het Huis Carrara, heerser van Padua, had rond zich een hofhouding van intellectuelen, kunstenaars en geestelijken uitgebouwd. De rondtrekkende Petrarca ging in 1348 in op de uitnodiging van Jacopo II om Padua te bezoeken. Jacopo II benoemde hem meteen tot kanunnik in de kathedraal met een jaarlijkse rente van 200 gouden dukaten. Bovenop schonk Jacopo II hem een kanunnikenhuis naast de kathedraal. 
Petrarca verbleef in Padua in de jaren 1349-1350. In 1350 was er een plechtigheid in Padua naar aanleiding van de herbegrafenis van de heilige Antonius van Padua. Eind 1350 werd Jacopo II vermoord. Petrarca schreef nog een grafopschrift doch voelde zich niet meer verplicht om in Padua te werken en te wonen. Hij verliet Padua. Niettemin gebruikte hij zijn kanunnikenhuis als verblijfplek bij doorreizen naar Venetië of Milaan.
Petrarca verbleef in de jaren 1350 vaak in Vaucluse waar de familie Colonna hem een landhuis had geschonken ofwel in Milaan waar hij in het gastenverblijf woonde van het regerende Huis Visconti. Een hoogleraarschap in zijn geboortestad Florence sloeg hij af.
Francesco I van Carrara, heerser van Padua en zoon van Jacopo II, drong aan dat Petrarca terugkeerde. Dit gebeurde ook in 1360. Petrarca was nog maar net in het kanunnikenhuis of de pest brak uit in de stad. Giovanni Dolfin, doge van het buurland Venetië, bood Petrarca onderdak (1361).
Francesco I van Carrara drong opnieuw aan dat Petrarca terugkeerde. Petrarca woonde terug in het kanunnikenhuis in het jaar 1368. Doch Petrarca’s gezondheid ging achteruit en hij verlangde naar een rustiger woonst. Francesco I bood hem een landhuis aan in de Euganische Heuvels nabij Padua: het landhuis stond in het dorp Arquà, dat in de 19e eeuw om die reden hernoemd werd tot de gemeente Arquà Petrarca na de eenmaking van Italië. Het klimaat was er beter dan in Padua. De bibliotheek uit het kanunnikenhuis werd naar de heuvels getransporteerd naar het landhuis. In 1370 was dit heringerichte landhuis klaar naar de smaak van Petrarca.